# Özge Soylu-Can
Özge Soylu-Can (* 31. Juli 1995 als Özge Soylu) ist eine türkische Hürdenläuferin, die sich auf die 100-Meter-Distanz spezialisiert hat.

## Sportliche Laufbahn
Erste internationale Erfahrungen sammelte Özge Soylu-Can im Jahr 2014, als sie bei den Balkan-Hallenmeisterschaften in Istanbul in 9,13 s den vierten Platz im B-Finale über 60 m Hürden belegte. Im Jahr darauf schied sie bei den U23-Europameisterschaften in Tallinn im 100-Meter-Hürdenlauf mit 14,45 s in der ersten Runde aus und 2016 wurde sie bei den Balkan-Hallenmeisterschaften in 8,70 s Zweite im B-Finale, wie auch bei den Freiluftmeisterschaften in Pitești in 14,17 s. 2017 belegte sie bei den Balkan-Hallenmeisterschaften in Belgrad in 8,84 s den vierten Platz und anschließend schied sie bei den U23-Europameisterschaften in Bydgoszcz mit 14,41 s im Vorlauf aus. Im Jahr darauf wurde sie bei den Balkan-Meisterschaften in Stara Sagora in 14,04 s Dritte im B-Finale über 100 m Hürden und bei den Balkan-Hallenmeisterschaften 2019 in Istanbul wurde sie in 8,52 s Vierte. 2020 erreichte sie bei den Balkan-Hallenmeisterschaften in 8,30 s Rang fünf und bei den Freiluftmeisterschaften in Cluj Napoca belegte sie in 13,53 s ebenfalls den fünften Platz. 2022 gelangte sie bei den Balkan-Hallenmeisterschaften in Istanbul mit 8,38 s auf Rang sieben über 60 m Hürden.
In den Jahren 2018 und 2020 wurde Soylu-Can türkischer Meisterin im 100-Meter-Hürdenlauf und 2016 sowie von 2019 bis 2022 wurde sie Hallenmeisterin über 60 m Hürden.

## Persönliche Bestleistungen
- 100 m Hürden: 13,44 s (+1,1 m/s), 28. August 2020 in Bursa
  - 50 m Hürden (Halle): 7,12 s, 29. Februar 2020 in Istanbul (türkischer Rekord)
  - 60 m Hürden (Halle): 8,30 s, 15. Februar 2020 in Istanbul